# Лисаковский, Андрей Анатольевич
Андрей Анатольевич Лисаковский (род. 4 мая 1975, Одесса) — украинский футболист, нападающий. После завершения игровой карьеры — футбольный арбитр.
Сын футболиста Анатолия Лисаковского.

## Игровая карьера
С 1993 по 1994 года играл в любительской команде «Благо» (Благоево). В 1995 году вместе с Сергеем Чмеруком перешёл в СК «Николаев». В высшей лиге чемпионата Украины дебютировал 4 марта 1995 года в игре с «Вересом» (1:0). Всего в чемпионате сыграл три матча, выходя на замены. Остаток игровой карьеры провёл в основном в любительских коллективах.

## Судейская карьера
Арбитраж любительских региональных соревнований начал в 2002 году, уже в следующем — любителей Украины. С 2005 года работал арбитром второй, с 2009 года — первой. 13 июля 2013 года в качестве главного судьи дебютировал в Премьер-лиге. В этот день он обслуживал матч «Таврия» — «Заря», 0:2. Представлял Одессу.